# Alex (fodboldspiller, født 1976)
 For alternative betydninger, se Alex. (Se også artikler, som begynder med Alex)
Alex (født 20. april 1976) er en tidligere brasiliansk fodboldspiller.
Han har spillet for flere forskellige klubber i sin karriere, herunder Oita Trinita.